# Girls Lesson
『Girls Lesson』（ガールズ・レッスン）は、芦原妃名子による日本の漫画作品。
主に思春期の少女たちの恋愛を主題としたオムニバス作品で、『別冊少女コミック』（小学館）に掲載されていた。

## 作品一覧
「Girls Lesson」「お姫様の憂鬱」の2編は、共通する人物が登場するなど関連がある。
1. Girls Lesson
2. クリスマスプレゼント
3. 魔法の小瓶
4. お姫様の憂鬱
5. 天然ダイエット
6. 浪花人生哀歌
7. 大きなくるみの木の下で
8. その話おことわりします（デビュー作）
9. グリーン・楽園（パラダイス）
10. ハートにバンドエイド
11. 子牛カンパニー
12. STEP UP!

## 書誌情報（兼出典）
芦原妃名子 『Girls Lesson』 小学館〈フラワーコミックス〉 全3巻
1. 1995年06月26日発売、ISBN 4-09-136551-5 （第1話 - 第3話収録）
2. 1996年04月25日発売、ISBN 4-09-136552-3 （第4話 - 第8話収録）
3. 1996年10月26日発売、ISBN 4-09-136553-1 （第9話 - 第12話収録）